# Джанґелькарі-Чубар
Джанґелькарі-Чубар (перс. جنگلكاري چوبر) — село в Ірані, у дегестані Чубар, у бахші Ахмадсарґураб, шагрестані Шафт остану Ґілян. У переписі 2006 року вказане як окремий населений пункт, але без відомостей про чисельність населення.